# 锡河畔厄格勒维尔
锡河畔厄格勒维尔（法語：Heugleville-sur-Scie，法語發音：[œɡləvil syʁ si]）是法国滨海塞纳省的一个市镇，属于迪耶普区。

## 地理
锡河畔厄格勒维尔（49°43'51"N, 1°5'55"E）面积13.09 平方千米，位于法国诺曼底大区滨海塞纳省，该省份为法国北部沿海省份，其西部及北部濒大西洋英吉利海峡，东起顺时针与索姆省、瓦兹省、厄尔省和卡爾瓦多斯省接壤。
与锡河畔厄格勒维尔接壤的市镇（或旧市镇、城区）包括：科地区博瓦尔、比维尔拉拜尼亚尔德、锡河畔戈讷维尔、瓦勒德锡。
锡河畔厄格勒维尔的时区为UTC+01:00、UTC+02:00（夏令时）。

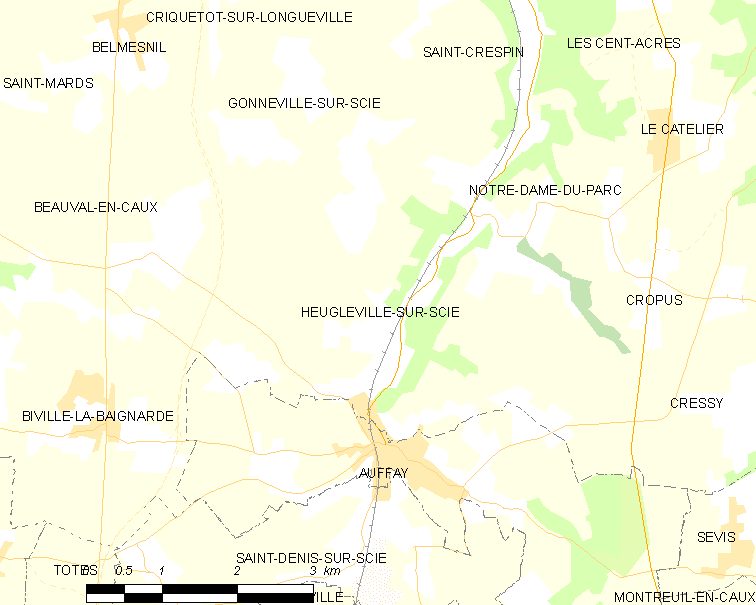
锡河畔厄格勒维尔的OSM定位图

## 行政
锡河畔厄格勒维尔的邮政编码为76720，INSEE市镇编码为76360。

## 政治
锡河畔厄格勒维尔所属的省级选区为吕讷赖县。

## 人口

1962-2008年间锡河畔厄格勒维尔人口变化图示

锡河畔厄格勒维尔于2022年1月1日时的人口数量为654人。